# Zoanthus stuhlmanni
Zoanthus stuhlmanni is een Zoanthideasoort uit de familie van de Zoanthidae. De wetenschappelijke naam van de soort is voor het eerst geldig gepubliceerd door Carlgren.